# Rossioglossum ampliatum
Rossioglossum ampliatum är en orkidéart som först beskrevs av John Lindley, och fick sitt nu gällande namn av Mark W. Chase och Norris Hagan Williams. Rossioglossum ampliatum ingår i släktet Rossioglossum och familjen orkidéer. Inga underarter finns listade i Catalogue of Life.

## Bildgalleri

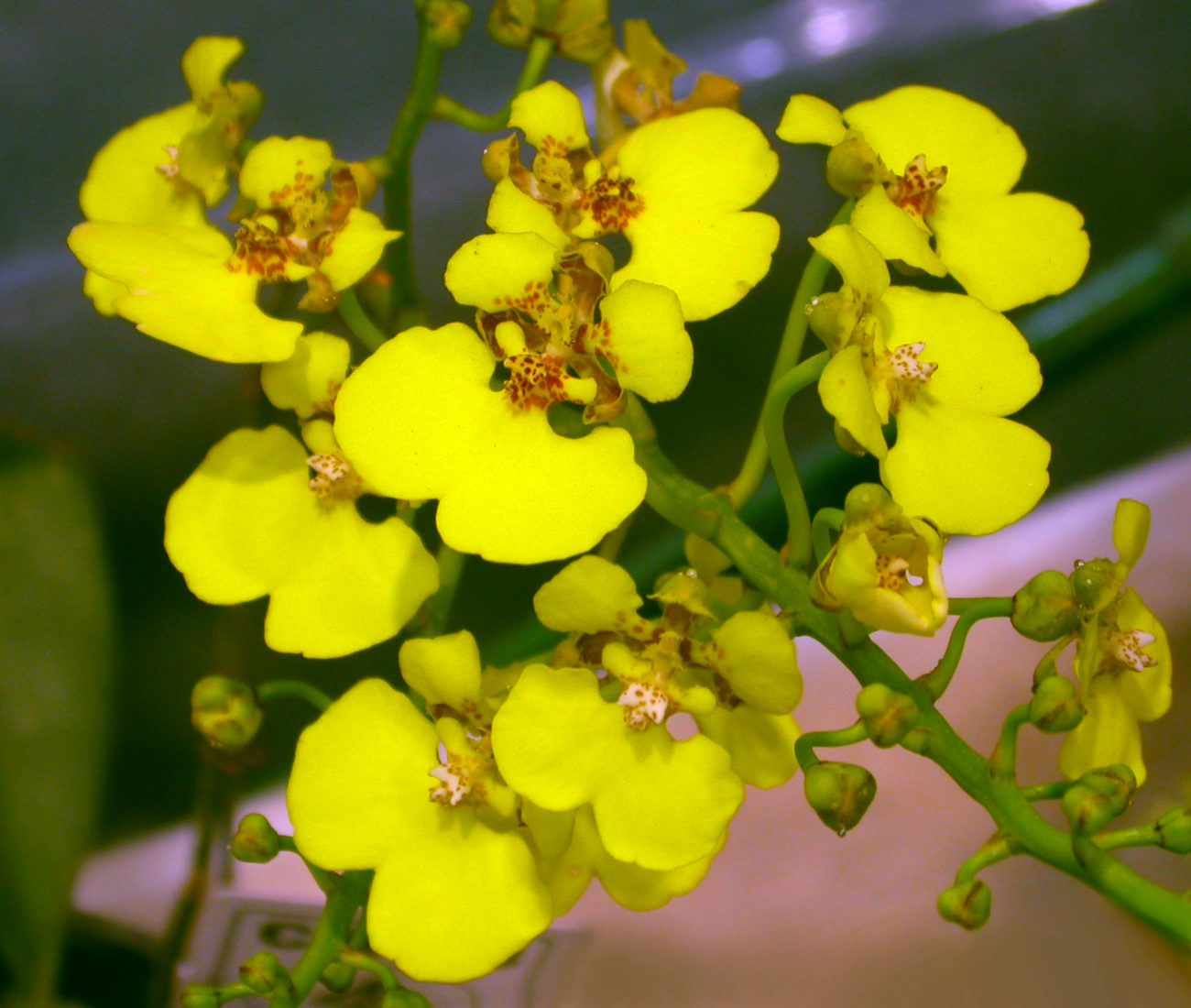
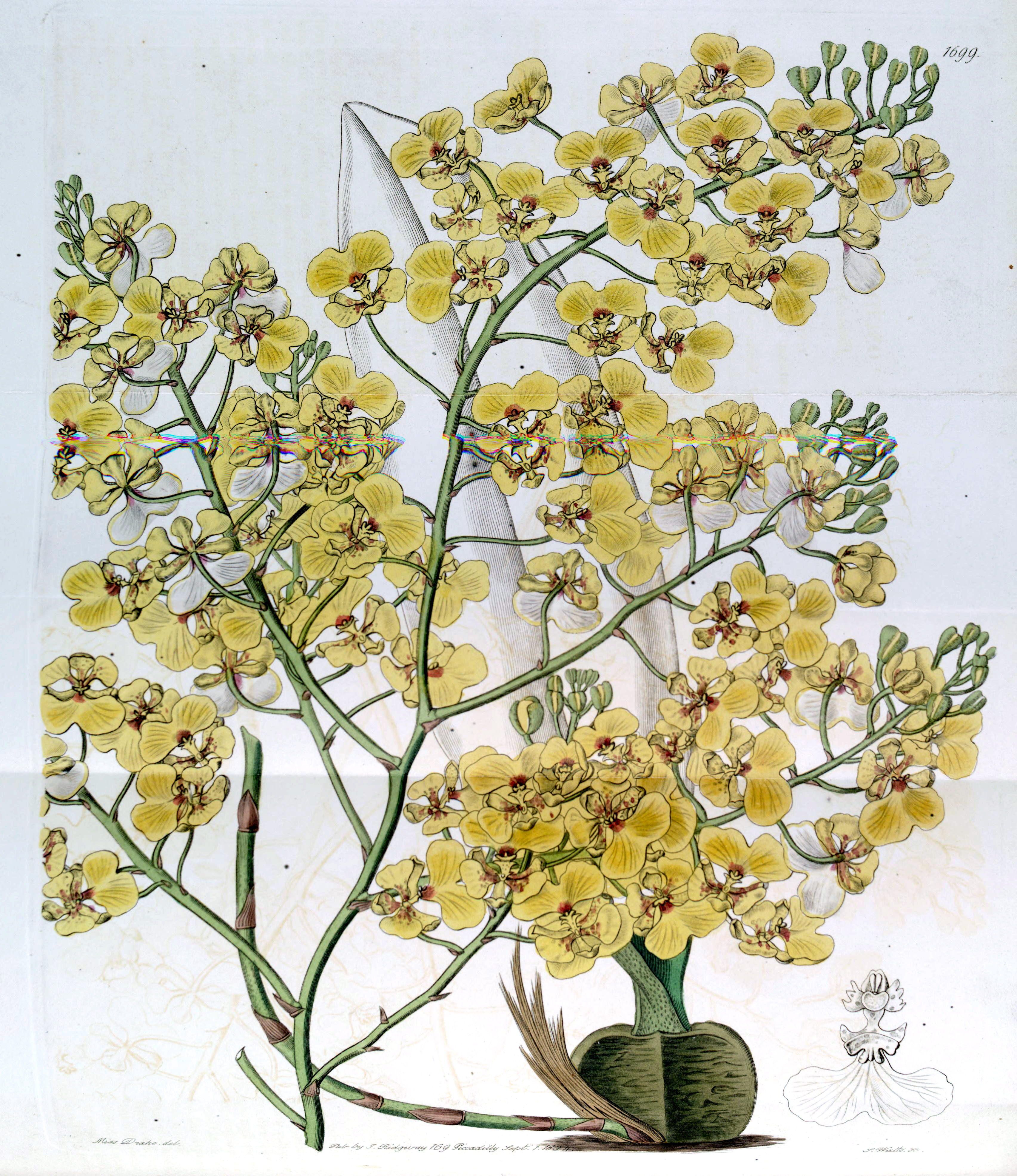
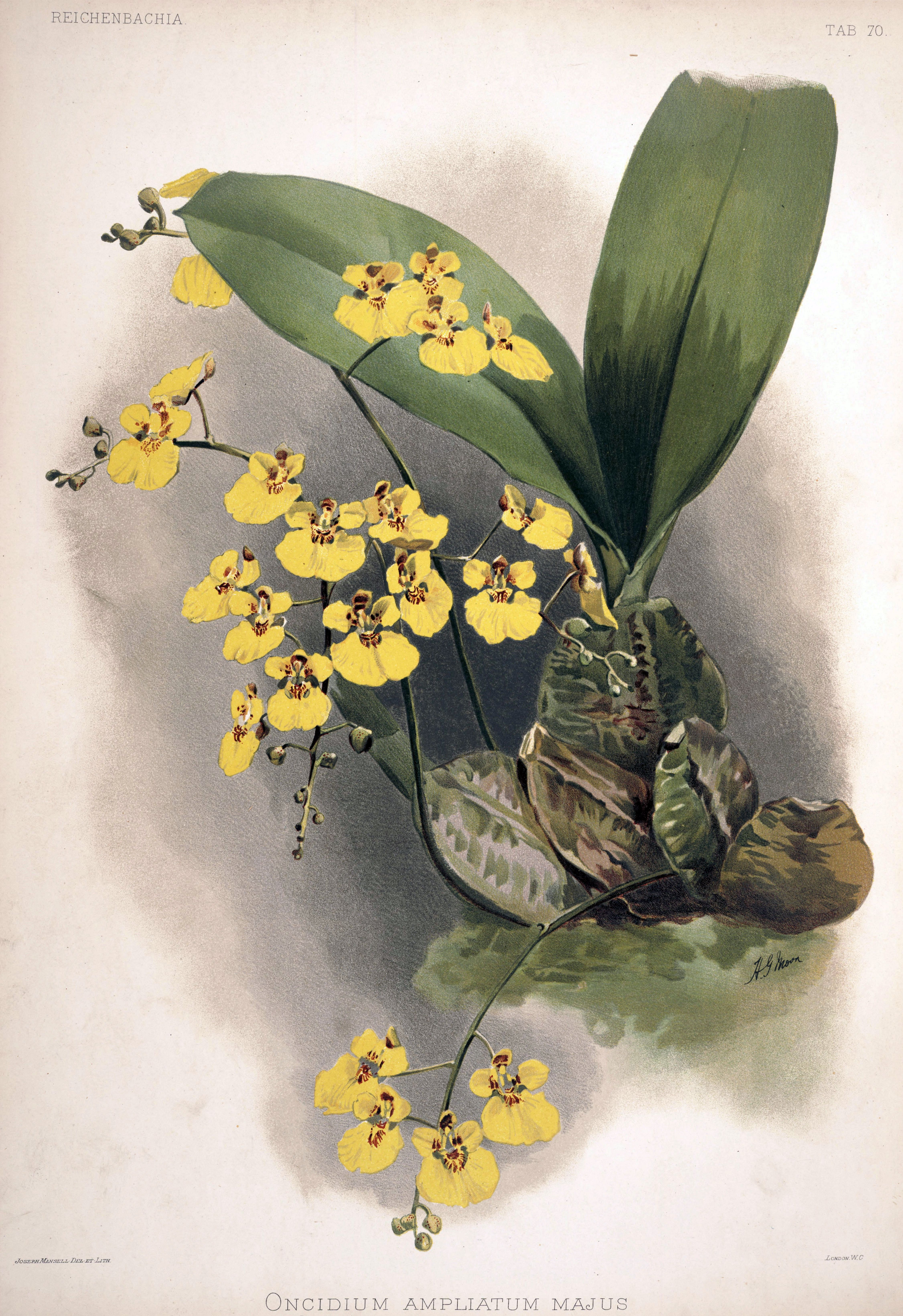